# 追愛總動員角色列表
《老爸老妈的浪漫史》是一部美國情境喜劇，本篇是追愛總動員的角色列表。

## 主要角色

### 泰德·莫斯比（Ted Mosby）
共出场208集：《首播集》至大结局《天长地久：后篇》
泰德·莫斯比（英語：Theodore Evelyn "Ted" Mosby）（1978年4月25日生）為老爸老妈的浪漫史的靈魂人物，由喬什·拉德諾飾演。 
本劇是由老年的泰德（由鲍勃·萨格配音）為他的孩子們講述一段他如何遇見他們母親的故事為主軸。
泰德是個建築師，無可救藥的浪漫主義者，因此不斷的尋找真愛，期望能夠跟理想中的她結婚並且組織家庭。泰德一開始的時候是跟他的大學室友「馬修」一起住在紐約，兩人畢業於衛斯理大學。泰德的老家是在俄亥俄州，母親是維吉娜·莫斯比（Virginia Mosby）（克里斯汀·罗斯飾演）和福瑞·莫斯比（Alfred Mosby）（迈克尔·格罗斯飾演）。
根據泰德在第二季的描述當中，他沒有辦法跟他的父母深入溝通。在該集，泰德的父母過來紐約慶祝他們結婚三十周年。最後泰德才知道其實他父母早在九個月前就離婚了，而且早已經分居兩年。只是一直在泰德和泰德的妹妹面前裝作很開心的樣子。 當泰德了解自己其實並不清楚父母的故事之後，泰德發誓未來一定要跟自己的孩子講有關他是如何跟他們的媽媽認識的故事，而這也是這整個劇集的中心主旨。

### 巴尼·斯廷森（Barney Stinson）
共出场208集：首播集至大结局
巴尼·斯廷森，1976年生人，成长于纽约史泰登岛，剧中由尼爾·帕翠克·哈里斯飾演。
巴尼是一位好女色，喜歡穿西裝，玩雷射槍遊戲的人。巴尼也會變魔術，但往往這些魔術跟火有關。
巴尼經常說「超讚」（awesome）或是「傳奇」（legendary），泰德認為他太濫用這些詞。
巴尼喜歡在其他人面前證明他的「超讚事蹟」，有些其實是隨口談到的，甚至有點可笑。因此這也帶出巴尼的另外常用語「接受挑戰」（challenge accepted）。
巴尼自己有出版《兄弟守則》（The Bro Code）（雖然他自稱是由殖民時期的巴拿巴·斯廷森所寫）以及《搭訕手冊》（The Playbook），內容描述他的許多搭訕技巧。
巴尼出身於單親家庭，由母親一人扶養長大。並且有另外一個同母異父的黑人哥哥詹姆斯（James）。他小的時候曾經短暫跟他的親生父親相處過一段時間，不過當時他以為那是一位叔叔。在第六季的時候，巴尼的親生父親傑瑞米（Jerome）出現並且試圖重修舊好。
巴尼曾經在大學時期跟一個女性訂婚，但最後兩人分手，原因是因為巴尼當時尚未出人頭地，而她需要承諾。當時在分手之後（巴尼還是處男），巴尼的哥哥安排一位「轉大人」熟女跟巴尼上床。那名熟女在事後對巴尼說他很讚（其實是巴尼哥哥的要求），這也讓巴尼恢復信心。因為巴尼當時是一個長髮嬉皮，並且打算跟女朋友去和平隊工作。但是最後那個女朋友跟另外一個穿著西裝的上班族在一起，這個嚴重的打擊讓巴尼決定也開始穿著西裝，並且視女人為玩物。
巴尼跟泰德第一次見面是在酒吧的廁所，並且宣稱要教泰德「如何生活」。因此巴尼跟泰德還有其他人認識。
巴尼一直宣稱他是泰德的最好朋友，不過泰德不這麼認為。
在第四季的時候，巴尼發現自己愛上羅賓，並且不打算讓羅賓知道。最後巴尼跟羅賓在第五季的時候開始交往。但是這段感情只維持了七集。跟羅賓分手之後，巴尼回到從前的到處搭訕女人的生活。但有時候巴尼會表現得很後悔他失去羅賓。
在第六季的時候，羅賓介紹他的朋友諾拉（Nora）給巴尼認識。巴尼一開始否認他喜歡諾拉，最後他跟諾拉告白。但是因為巴尼有說謊的毛病，因此最後兩人分手。
在第六季的最後，巴尼似乎要跟某人結婚。在第七季的最後大家知道這個新娘是羅賓。
巴尼曾經跟283個女性上床過。不過根據馬修的統計，巴尼的達陣率其實非常的低。

### 馬修·艾利克森（Marshall Eriksen）
共出场208集：首播集至大结局
馬修·艾利克森，1978年生，由傑森·席格爾飾演。馬修為北歐後裔，出生於明尼蘇達州。
馬修在衛斯理大學一年級的時候認識泰德和莉莉，大學畢業之後在紐約念哥伦比亚法学院。雖然他的身高高達6英尺4英寸（1.93米），不過他仍然是兄弟之中最矮的。
馬修家族發明過一個結合籃球和冰上曲棍球的運動，稱之為藍冰球（baskiceball）。
馬修之所以想要當律師，是因為他想要當一個保護自然環境的律師。但是因為當保護自然環境的律師很不容易賺錢，因此他曾經在巴尼的銀行公司的法律部門裡面工作過。
馬修擅長各式各樣的桌上遊戲，並且喜歡美食和一些超自然的現象，特別是大腳怪和尼斯湖水怪。
馬修會彈奏鋼琴，在第三季第9集《耳光节》中，馬修特別為了甩巴尼巴掌而寫了一首歌。
馬修宣稱他不會打架也不敢打架，但是最後表現出來他其實很會打架。
曾經有一集描述現在的時候，劇中顯示馬修和莉莉有一個兒子。而在第七季的最後，兩人的確生了一個兒子。在第六季的時候，馬修的父親過世，而那時候莉莉剛好發現她懷孕。
馬修的第一個女朋友是莉莉，並且也是馬修唯一有過性關係的對象。

### 莉莉·艾爾德林（Lily Aldrin）
共出场208集：首播集至大结局
莉莉·艾爾德林，由艾莉森·漢尼根飾演，於1978年3月出生。莉莉是一位幼兒園的老師。
莉莉出生於紐約布魯克林區，跟馬修是夫妻。
莉莉跟泰德、馬修一樣都是從衛斯理大學畢業。莉莉的夢想是成為一位畫家，並且曾經畫過馬修的裸體畫像。曾經有一次，巴尼出了一萬元美金要求莉莉畫他的裸體畫像，不過最後莉莉亂畫一通。
莉莉有時候會顯現出對女性的興趣，特別是她的好朋友羅賓。
莉莉也有購物狂的問題。她隱瞞這個問題直到她跟馬修去申請購屋貸款的時候馬修才發現。
莉莉是個口風不緊的人，因此朋友之間發生的事情都是由她的口中說漏了嘴。不過她還是一個善解人意，關懷朋友的好人。莉莉曾經在她的履歷中寫過以下幾件事：
「大胃王（在八分鐘內吃完33條熱狗，紐約市快吃王比賽，青少年組，1995年。），畫家（油畫），義大利語（流利），擁有教授英語的證照。精通Photoshop，夸克和 Java。」
在上大學之前，莉莉曾經和高中同學史酷特（Scooter）交往過。不過她曾經提過她們並沒有完整的進行過性行為，只是有點接觸到。
莉莉和馬修、泰德在大學第一天就認識，並且很快地就開始跟馬修交往。在交往將近九年並訂婚之後，莉莉曾經短暫的跟馬修分手並且到舊金山學習藝術。莉莉在那邊一個暑假，回到紐約之後，她因為內疚因此並沒有很快的跟馬修重修舊好。最終兩人還是破鏡重圓並且結婚。兩人結婚之後曾經搬到一個叫做“多威斯崔普拉”（Dowisetrepla）的地方，最後兩人才發現這是「污水处理厂下风处」（{{lang|en|Downwind of the Sewage Treatment Plant）的缩写。
兩人想要孩子，但是卻又害怕當父母因此有點遲疑，最後莉莉跟馬修約定好，要是都看到所有成員的「相似者」（長的看起來很像他們的人），他們就可以準備生小孩。在第五季的時候，莉莉以為她看到長得很像巴尼的人（不過其實不像），於是兩人開始準備懷孕。因為遲遲無法懷孕，於是兩人到了醫生介紹的生殖方面的專家，發現另外一個長得非常像巴尼的人。在第六季的最後，莉莉終於發現她懷孕了。

### 羅賓·什貝斯基（Robin Scherbatsky）
共出场208集：首播集至大结局
羅賓·什貝斯基，由科比·斯馬得兒飾演，羅賓出生於1980年7月23日。在世界新聞頻道擔任主播工作。
羅賓是加拿大人，出生於溫哥華。因為她爸爸希望生一個兒子，因此把名字取的跟她爸爸一樣，並且把她當作男孩子一樣培養。許多集當中顯示羅賓是溫哥華加人隊的粉絲。
在第一季的時候，泰德拼命追求羅賓，並且在第一季尾聲兩人在一起交往，而在第二季的時候羅賓都跟泰德是交往狀態。但是在第一季的時候，未來的泰德就對孩子們宣稱這是「羅賓阿姨」而不是母親。
雖然兩人在第二季之後分手，但泰德仍然和羅賓住在一起，並且曾經發生過「砲友」關係。
羅賓在青少年的時期，曾經是青少年偶像，藝名是「羅賓·閃亮」（Robin Sparkles）。主打歌是「一起去購物吧」（Let's Go to the Mall），並且在加拿大的各大購物中心巡迴演出。 之後有出另外一張單曲「沙灘上的沙堡」（"Sandcastles in the Sand"）並且因為拍攝該首歌曲的MV而結識了她的第一個男朋友西蒙（Simon）。
在第三季的時候，羅賓曾經短暫去過日本工作，最後還是回來並且跟泰德住在一起。
在第四季的時候，因為羅賓發現巴尼暗戀她而曾經被拱在一起過，最後兩人在第五季的時候在一起交往。
雖然羅賓多次表示不喜歡小孩，但是未來的泰德仍說過她與泰德的小孩相處甚歡。
羅賓曾經辭掉地方電視台的記者工作，因此失業一段時間，但是最後發現簽證即將過期，必須回去加拿大。最後是由巴尼幫忙找到一家日間新聞的主播工作。因為從事日間主播，認識了搭檔，唐（Don），兩人曾經短暫交往過。最後因為唐被挖腳到芝加哥工作，兩人因故分手。
在第六季的時候，羅賓在一家環球電視台擔任研究員的工作。因為過年的倒數特別節目，羅賓立了大功，因此羅賓成為了環球電視台的主播。
在第七季的最後顯示，巴尼跟羅賓結婚了。
巴尼跟羅賓在结婚三年后离婚
在第九季的最后显示羅賓和泰德重新开始了

## 次要角色

### “老妈”特蕾西·麦康奈尔（Tracy McConnell）
共出场25集：第八季第24集《一样新》至大结局
在過去的集數中，泰德曾經提到過一些他理想中的對象應該有的部分。
在第三季第1集《等等》中，泰德曾經提過她的黃色雨傘。在第三季第12集《没有明天》中，泰德在一家酒吧撿到那把黃色雨傘並且帶回家，並提到她也曾經去到那家酒吧，只是兩人並未碰面。2030年的泰德曾經提過他的妻子並非是金髮。（泰德的兩個孩子都是黑髮。）
在泰德當大學教授的第一天，他曾經跑錯教授並且教了幾分鐘，泰德提到其實那天孩子的母親也在現場。之後泰德在大學認識一個學生辛蒂（Cindy）（瑞秋·比尔森飾演），她剛好是孩子母親的室友，因此泰德在她們住的地方有瞄到母親的腳踝。那天泰德剛好戴黃色雨傘去，忘記拿回來，所以黃色雨傘就歸還給母親。
在第六季的時候，泰德提到他是在一場婚禮之後認識孩子的母親。之後在第七季的時候，泰德則是說是在巴尼的婚禮之後認識。在第八季的時候，則是更清楚的表示在婚禮之後，他是在火車站等火車的時候，碰上了拿黃傘（那時候下大雨）的母親。在第八季最後，母親是以帶著貝斯的形式出現在火車站。
而第九季的時候說明巴尼在婚禮一個月之前有遇過母親，而當時母親給予巴尼一些建言；在婚禮前三天，莉莉和泰德一同搭車去旅館的時候，莉莉提早下車自行搭火車，在火車上遇見了母親；婚禮前兩天馬修試圖自行帶馬文走到旅館時，母親在路上載他們過去旅館。
根據第九季第16集時說明在2008年的時候，母親曾經交往過一個男友，但是因為他意外過世，而母親遲遲無法與其他人交往；在2012年的時候，母親認識了一名叫做路易士（Louis）的男子，之後與他交往。然而在羅賓與巴尼的婚禮前一晚，路易士向母親求婚，母親拒絕，因而兩人分手。
在婚禮前1個小時，因為羅賓突然的恐懼症，因此跑出去，撞到了正在準備的母親，因此兩人認識（第九季22集《红毯尽头》）。
最終泰德在巴尼與羅賓的婚禮後的宴會上，母親在舞台上表演，泰德坐在底下注意到。但兩人真正開始交談，是在火車月台上，當時下著雨，母親拿著曾經被泰德使用過一陣子的小黃傘，泰德主動過去交談，兩人正式認識。
在第九季第24集時說明大約在2024年的時候，母親因病去世。

### 佩妮和路克（Penny & Luke）
共出场65集：首播集中首次登场，大结局中最后出镜
雖然多次看到女兒和兒子的畫面，但是並沒有多著墨在他們身上，因此關於他們的資料並不清楚。不過泰德曾經提過他想要將孩子取名為「路克」和「莉亞」，在第一季第21集《牛奶》中，泰德曾經說「我會用我未出生的兒子和女兒發誓」，並且講「我用路克和莉亞來發誓」。扮演女兒的是琳德茜·馮塞卡，而兒子是大衛·亨利。到第二季之前，都會演出兒女的相關反應，不過隨著時間的拉長，兩位演員也不再年輕。泰德的女兒曾于2015年以嬰兒身分出現在第七季第20集《三部曲时刻》中，之后同样以嬰兒身分出現在第八季第9集《龙虾爬挠》中。
在第九季第15集的時候，說明女兒的名字是佩妮，兒子的名字是路克，而女兒在2015年出生，兒子在2017年出生。

### 卡爾·麥克拉倫（Carl MacLaren）
共出场19集:首播集中首次登场，第九季第21集《加里·布劳曼》中最后出镜
由乔·涅维斯（英語：Joe Nieves）飾演。麥克拉倫酒吧（MacLaren's Pub）的酒保，麥克拉倫酒吧是大家經常去的酒吧。在首播集中，卡爾和一位阿拉伯裔的女子交往。在第一季第10集《鳳梨事件》中，他在泰德的手臂上寫下酒吧的電話號碼，以免酒醉的泰德不知道會發生什麼事。雖然卡爾並非是固定角色，不過在第一季的DVD幕後花絮中提到，卡爾的姓是麥克拉倫，也就是麥克拉倫的店主。（因此店名叫做麥克拉倫）。

### 朗吉（Ranjit）
共出场21集：首播集中首次登场，第九季第22集《红毯尽头》中最后出镜
由马歇尔·马内什飾演。朗吉，是一名計程車與禮車的駕駛。他是孟加拉國的移民。他在各種場合會擔任這些角色的駕駛。至少會在一季中出現一回。他也是擔任馬修和莉莉結婚時的禮車駕駛。朗吉也曾經幫泰德在他的兩分鐘約會裡擔任司機。也曾經在泰德的三十歲生日上，在巴尼的要求下載巴尼和泰德出去。在前五季中出現十五集。根據了解，朗吉說的是波斯語而非孟加拉語。在第四季第13集《三日雪》中，莉莉要求朗吉去接她並幫她買一些東西。

### 維多利亞（Victoria）
共出场17集：第一季第12集《婚礼》首次現身，第九季第17集《日出时分》中最后出镜
阿什莉·威廉姆斯飾演。她是一名烘焙師，擁有自己的小店。在第一季的時候，泰德和維多利亞在好友的結婚典禮中認識，然後兩人迅速的交往，但是過不久就接到來自德國的烘焙學校的通知，原來維多利亞之前有提出申請，在跟泰德交往後突然通知可以去念。泰德後來希望遠距離交往，最後仍然還是分手。第一季中共出現8集。
在第七季的時候，維多利亞忽然又出現在泰德參加的宴會上，但當時維多利亞宣稱已經訂婚了。在第七季的最後，維多利亞從婚禮中跑出來與泰德見面，泰德當時是在羅賓的鼓勵下打電話給維多利亞。最後泰德和維多利亞就私奔。
在第八季的時候，最終泰德還是放不下羅賓，於是跟維多利亞再次分手。

### 史黛拉·辛曼（Stella Zinman）
共出场12集：第三季第13集《十节》中首次登场，第九季第17集《日出时分》中最后出镜
莎拉·查克飾演。原本是泰德的皮膚科醫生，因為泰德無意間刺了一個蝴蝶的刺青，因此找到史黛拉。
泰德花了不少時間追求史黛拉，因為史黛拉是個單親媽媽，不想要再次跟人交往。最終在泰德安排的兩分鐘約會上，史黛拉答應跟泰德交往。由於泰德的一場車禍，使得泰德向史黛拉提出求婚，最終因為史黛拉的妹妹婚禮取消的情況下，史黛拉向她妹妹提議她跟泰德可以接手那個場地。但因為史黛拉的前夫東尼（Tony）綁住了史黛拉的女兒，泰德去說服東尼，結果是東尼和史黛拉的女兒一起到婚禮上，這個結果造成史黛拉從婚禮上逃亡。最後泰德才知道史黛拉是跟她的前夫重新在一起。不過也因為如此，東尼介紹了一個大學教授的工作給泰德，當時泰德正好沒有工作，於是就成了大學教授。

### 諾拉（Nora）
共出场10集：第六季第16集《饥不择日》中首次登场，第九季第14集《耳光节3：掌掴地的耳光之约》中最后出镜
娜赞宁·本娅迪飾演。羅賓工作的同事，在情人節前一天跟巴尼認識。巴尼曾經向諾拉猛烈示愛，但是後來因為諾拉發現巴尼向她說謊要跟她結婚，兩人因此短暫分手過。後來在羅賓的鼓勵下，巴尼又重新追回諾拉。但是最後巴尼發現他還是喜歡羅賓，就跟諾拉坦承這件事，並且分手。

### 凱文（Kevin Venkataraghavan）
共出场10集：第七季第4集《斯廷森导弹危机》中首次登场，第九季第21集《加里·布劳曼》中最后出镜
凯尔·潘飾演。 原本是羅賓的心理醫生，因為羅賓為了巴尼攻擊一個女性，被要求做心理治療，最後兩人開始約會。在某次因為羅賓跟巴尼上床之後，兩人宣稱要分手然後在一起。在羅賓跟凱文提出分手之前，凱文說不在乎她的過去，因此羅賓選擇了凱文。但是後來羅賓發現她無法生育，只是這時候凱文忽然求婚，於是羅賓跟凱文坦承她無法生育的事情，最後兩人分手。

### 奎茵·加维（Quinn Garvey）
共出场11集：第七季第16集《醉酒列车》中首次登场，第八季第22集《兄弟通过礼》中最后出镜
贝姬·牛顿飾演。是巴尼常去的脫衣酒吧的舞者，但是她跟巴尼認識是在別的酒吧，當時巴尼並沒有認出奎茵。兩人在第七季後半段開始交往並且同居，最後巴尼在機場跟奎茵求婚，但是兩人因為對婚前協議的問題，導致最後兩人分手。

### 詹姆士·斯廷森（James Stinson）
共出场14集：第二季第10集《单身后劲》中首次登场，第九季第22集《红毯尽头》中最后出镜
韦恩·布雷迪飾演。巴尼的同母異父哥哥，是個黑人同性戀。他跟巴尼一樣喜歡穿西裝並在酒吧搭訕，並且彼此會互相幫忙。因為某一次回去整理家裡用品的關係，找到了疑似他們其中一人的爸爸的線索，於是詹姆士找到了他的親生父親。詹姆士最後跟男朋友結婚，並且認養了兩個小孩，一男一女。不過在第九季的時候參加巴尼和羅賓的婚禮時，已經離婚。

### 布拉德·莫里斯（Brad Morris）
共出场7集：第二季第4集《泰德·莫斯比：建筑师》中首次登场，第八季第8集《十二欲女》中最后出镜
乔·曼根尼罗飾演。馬修在法律學院的同學。馬修在第二季的時候因為跟莉莉暫時分手，於是找了布拉德一起出遊，因為當時布拉德剛好也跟女朋友Kara處於分手狀態。他們兩人一起去吃早午餐和聽音樂劇，但是根據泰德的說法，這是情侶之間才會做的行為。最後布拉德還是跟Kara複合。之後布拉德也有參加馬修的單身派對；在馬修和莉莉的婚禮上，布拉德也有出席幫忙攝影還有抓莉莉的高中男朋友，史酷特（Scooter）。第五季的時候布拉德約羅賓出去約會，當時羅賓和巴尼處於曖昧的情況，因此巴尼揍了布拉德一拳。在第八季的時候，布拉德已經是一個律師，並且幫大公司工作。

### 史都華·鮑爾斯（Stuart Bowers）
共出场7集：第一季第12集《婚礼》中首次登场，第九季第5集《扑克牌局》中最后出镜
马特·伯伦飾演。馬修和泰德等人的朋友，在第一季的時候，史都華準備跟另一個朋友克勞蒂亞（Claudia）結婚。泰德就是在這場婚禮當中認識維多利亞。之後在馬修的單身派對中也有出席。第四季第4集《干预》中的第一場干预大会，就是因為史都華的酗酒問題而舉行。史都華後來與克勞蒂亞生了一個女兒。

### 女服務生「溫蒂」（Wendy the Waitress）
共出场17集：第一季第4集《衬衫轮回》中首次登场，第六季第17集《垃圾岛》中最后出镜
夏琳·阿莫娅飾演。在麥克拉倫酒吧的女服務生。暗戀巴尼，巴尼曾經跟她短暫交往，最後跟巴尼分手。但是好像還是不停地約巴尼出來約會，但是巴尼只認為她是要殺了他。在第六季的時候，溫蒂在酒吧前遇到馬修的前同事，兩人因為當時很痛恨馬修所以開始認識交往，根據未來泰德的說法是兩人結婚了。

### 柔伊·皮爾森（Zoey Pierson）
共出场13集：第六季第5集《建筑毁灭师》中首次登场，第九季第21集《加里·布劳曼》中最后出镜
詹妮弗·莫里森飾演。因為泰德工作的關係，必須要拆毀紐約市的一座舊建築物，在視察那座建築物的時候，泰德認識了柔伊。柔伊因為喜歡那座建築物，所以在那邊抗議泰德所屬的建築公司。因此兩人一開始是處於相當交惡的狀況。後來泰德等人參加一個聚會，發現柔伊已經結婚，而她的先生自稱「“船長”」，是一個年紀較大，但很有錢的人。後來除了泰德之外的其他人，在酒吧認識了柔伊，並且迅速地成為好朋友，而這令泰德相當不高興。在感恩節的時候，柔伊邀請大家去她家過感恩節，最後經歷一翻轉折，柔伊跟泰德成了好朋友。後來泰德發現自己愛上了柔伊，因此也開了一場「勸說大會」。最後馬修發現兩人彼此相愛，而且柔伊已經跟“船長”離婚，就搓合兩人在一起。雖然兩人在一起交往，但還是因為許多原因爭吵，最後還是因為原本的建築物的問題，兩人分手。

### 唐·法蘭克（Don Frank）
共出场6集：第五季第8集《搭讪手册》中首次登场，第五季第24集《分身》中最后出镜
本傑明·科代克飾演，唐原本是羅賓主持晨間新聞的搭檔，一開始因為表現得很糟，使得羅賓非常不欣賞他。後來唐開始認真工作，並且開始追求羅賓，羅賓也答應了。於是兩人認真交往並且考慮同居。但是這時候芝加哥的一家電視台要挖角羅賓，羅賓因為唐而拒絕，沒想到那家電視台改挖角唐，而唐居然答應了，這使得羅賓非常不高興，並且考慮到會演變成遠距離交往，最後兩人分手。不過唐離開之後，羅賓有一段時間非常想念他。

### 洛蕾塔·斯廷森（Loretta Stinson）
共出场11集集：第四季第15集《斯廷森一家》中首次登场，第九季第22集《红毯尽头》中最后出镜
弗兰西丝·康罗伊飾演，洛蕾塔是巴尼的母親。她因為年輕時的許多放蕩行徑所以生下了巴尼和詹姆士。但是她非常悉心照顧巴尼和詹姆士，她在巴尼小時候常常會善意的欺騙巴尼，以避免巴尼受傷害。

### 傑若米·惠特克（Jerome Whittaker）
共出场4集：第六季第19集《传奇老爹》中首次登场，第九季第22集《红毯尽头》中最后出镜
约翰·利思戈飾演，傑若米是巴尼的親生父親。不過過去巴尼的母親對巴尼宣稱這是「惠特克叔叔」，曾經短暫的跟小時候的巴尼相處過。因此巴尼以為他是沒有血緣關係的叔叔。但是有一次巴尼跟羅賓在美術館嬉戲被警衛抓到，在警衛室，巴尼宣稱他小時候就曾經讓這邊天翻地覆過，而警衛也的確查到資料。當時的惠特克叔叔寫的資料是父子關係。於是巴尼就寫信給傑若米，之後傑若米就過來找巴尼，並且試圖跟巴尼修補父子關係。根據羅賓某次查詢FB的結果，傑若米的媽媽是加拿大人，這表示巴尼也有四分之一的加拿大血統，因為巴尼討厭加拿大的一切，所以這讓他相當痛苦。

## 偶現及客串角色
克勞斯（Klaus）
托马斯·列侬飾演。維多利亞在德國認識的男朋友。根據維多利亞的說法，是在跟泰德分手之後一天半之後就開始交往。後來克勞斯到美國跟維多利亞求婚，但是在婚禮當天克勞斯也逃婚。後來泰德遇上克勞斯的時候，克勞斯跟泰德說，維多利亞不是那個「命中注定的終生寶藏」，「很接近，但不是。」
桑迪·里弗斯（Sandy Rivers）
阿萊克斯·德尼索夫飾演（為『莉莉』艾莉森·汉尼根真實世界的老公。）羅賓以前在地方電視台的主持搭檔，是一個自戀，縱慾，自我中心的人。（根據泰德的說法「超級渾蛋」）。不過在這之前，桑迪其實是馬修和泰德的開心果，因為桑迪會在早上的新聞節目上念當天的報紙頭條。
因為羅賓跟泰德分手的緣故，桑迪邀請羅賓參加派對，而羅賓竟然答應。
最後桑迪被挖角到CNN，並推薦羅賓為主播。後來羅賓到環球電視台當研究員的時候，桑迪竟然也在同一家公司擔任主播。
凱蒂（Katie Scherbatsky）
露西·黑尔飾演，羅賓的妹妹。在第二季第12集《纽约初日》中，她前往紐約去拜訪羅賓。
海瑟·莫斯比（Heather Mosby）
艾琳·卡希尔飾演，泰德的妹妹，過去常常表現相當不負責任的態度。
哈蒙德·德拉瑟兹（Hammond Druthers）
布莱恩·科兰斯顿飾演，泰德在設計師事務所的主管。因為設計的建築物非常像男性的生殖器官，因此讓顧客非常生氣，幸好泰德的設計挽救了這個客戶。最後泰德因為這個設計躍升成專案主管。而哈蒙德就變成這個設計的參與人。最後因為哈蒙德的不合作舉動，讓泰德非常生氣，最後將哈蒙德辭退。
瘋狂梅格（Crazy Meg）
艾普尔·鲍白飾演。一個巴尼搭訕的女子，巴尼帶她到尚未成為馬修和莉莉的新住家，並騙她說那是她家。而後巴尼照往常一般欺騙她之後離去。後來有一集，莉莉要求巴尼要向過去的受害女子道歉，其中一個對象就是梅格。當時梅格一看到巴尼，還是瘋狂地說她愛巴尼。在巴尼和羅賓交往的最後，莉莉為了讓這兩人分手，祭出了梅格當作其中一個分手的工具。
凱倫（Karen）
劳拉·普莱潘飾演。泰德的初戀女友，也是在大學認識的。在大學時期，因為凱倫說話的態度相當做作，而且經常背叛泰德，所以馬修和莉莉都非常討厭她。莉莉曾提及有一次她在畫馬修的裸體畫時，凱倫闖進來，之後又故意敲門進來看馬修的下體，令莉莉相當生氣。
卡拉（Kara）
馬修在法律學院的同學。也是布拉德的女朋友，跟布拉德多次分分合合。
楚蒂（Trudy）
丹妮卡·麦凯勒飾演。鳳梨事件的女主角，泰德有一次喝得酩酊大醉，之後在酒吧的女廁所遇到了楚蒂，早上醒來，楚蒂已經躺在身邊。之後第三季的時候，泰德又在酒吧遇上了楚蒂，楚蒂的朋友正好也遇上他們。最後疑似發展的3P的事件。
佩內洛普（Penelope）
艾美·艾克飾演。在第一季的時候，泰德為了追求羅賓，希望讓天空下雨。於是巴尼找上了這個以前認識研究民族學的女子佩內洛普。
克洛伊（Chloe）
莫雷纳·巴卡林飾演。在咖啡廳上班的女子，喜歡馬修。並把巴尼的名字弄成「史瓦力」（Swarley）。
凱西（Cathy）
林赛·普赖斯飾演。一個相當多話嘮叨的女子。後來因為泰德受不了她的多話而分手。後來泰德在路上遇上她，她身邊多了一個未婚夫，是個聾子。
貝琪（Becky）
劳拉·贝尔·邦迪飾演。在唐離開之後，羅賓的新搭檔，一位年輕的女子。曾經跟泰德約會過。
艾米（Amy）
曼迪·穆尔飾演。泰德和羅賓分手後，泰德在酒吧認識結識的女子。最後導致泰德刺上蝴蝶刺青的人。
艾比（Abby）
布兰妮·斯皮尔斯飾演。史黛拉的診所櫃檯接待員。喜歡泰德，最後被巴尼所騙。後來為了報復巴尼，在巴尼搭訕過的女子身後偷偷告訴她們巴尼的真相，讓巴尼無法得逞。最後巴尼發現是她，一樣用花言巧語欺騙艾比。
路意絲教授（Professor Lewis）
简·西摩飾演。馬修的法學院教授，相當嚴格。巴尼為了挑戰她，曾多次與她上床，但最後只得到B+的成績。
韓國貓王（Korean Elvis）
乔治·张飾演。一位韓國男子裝扮成貓王的樣子。是莉莉和馬修等人在卡拉OK餐廳遇上的人物。最後韓國貓王試圖搭訕莉莉，卻反遭莉莉踢了一腳。
蓋兒（Gael）
安立奎·伊格莱西亚斯飾演。在羅賓和泰德分手之後，羅賓去了一趟阿根廷，在那邊認識的男子。外表相當帥氣，深受莉莉和馬修的喜愛。最後因為帶了太多朋友到羅賓家裡，通通被羅賓趕出去。
蒂芬妮（Tiffany）
凯莉·安德伍德飾演。把泰德當作備胎的女子。
安妮塔·艾波比（Anita Appleby）
詹妮弗·洛佩兹飾演。作家，教女子不要被男人欺騙。羅賓曾經請她教訓巴尼。
朗妲（Rhonda）
斯蒂芬妮·法拉西飾演。「轉大人」幫手。是巴尼媽媽的朋友，曾經奪走巴尼的初夜。
比爾森（Bilson）
布莱恩·卡伦飾演，巴尼和馬修在GNB公司上班的同事，和布劳曼（Blauman）是朋友。
亞瑟·霍布斯（Arthur Hobbs）
鲍勃·奥登科克飾演。GNB公司的一個主管，過去曾經在另一家公司擔任過馬修的主管，不過他不記得這件事。
布劳曼（Blauman）
塔兰·基拉姆（『羅賓』寇碧·史莫德斯真實世界的老公），巴尼和馬修在GNB公司的同事，和比爾森（Bilson）是朋友。
“小摩托”（Scooter）/比爾（Bill）
大衛·伯卡飾演（『巴尼』尼尔·帕特里克·哈里斯真實世界的未婚夫）。“小摩托”是綽號，比爾才是本名。他是莉莉的前男友，並一直試圖奪回莉莉。
潔西卡·格丽特（Jessica Glitter）
妮可·舒辛格飾演。羅賓的青少年偶像時期的朋友，曾經跟羅賓一起主持一個叫做「太空少年」（"Space Teens"）的節目，內容是用數學來解決各式問題。
史帝夫（Steve）「布利茲」（'Blitz'）
霍尔黑·加西亚飾演。泰德和馬修的大學同學，布利茲是他的綽號，這個由來是來自於他身上的一個詛咒，只要他先離開之後，通常會發生各種意外驚喜。
藍迪（Randy Wharmpess）
威尔·福泰飾演。GNB的員工，位階在巴尼和馬修底下。藍迪非常崇拜巴尼，參加過任何巴尼舉辦的奇怪活動。但是不善常工作，有一次，馬修在盛怒之下解僱了藍迪，由於馬修不想要辭退任何人，所以馬修解雇藍迪之後非常懊悔，於是將藍迪請回來。但是藍迪卻想要用這筆遣散費回老家開啤酒公司。因而大鬧馬修的辦公室，最後馬修知道藍迪的想法之後，將藍迪解雇，並給他遣散費。根據未來泰德的說法，藍迪開的啤酒公司相當成功。
甜心（Honey）
凯蒂·佩里飾演。甜心是素兒的表妹，非常單純，容易受騙。因此大家常常「喔，甜心」這樣稱呼她。原本是素兒要介紹給泰德的，但是最後甜心跟巴尼回去。
珍肯絲（Jenkins）
阿曼达·皮特飾演。馬修在GNB公司同一個部門的女同事，喜歡上馬修，最後在馬修的勸說下終止這段感情。
“船長”（The Captain）
凯尔·麦克拉克伦飾演，素兒的前夫。年紀較大，相當有錢。因為喜歡海上生活，所以買了一艘船，並自稱「船長」。並要求素兒用船員用語跟他說話——例如見面打招呼要像船員一樣說「Ahoy」。跟素兒離婚之後，“船長”曾經找上泰德希望揪出那個令素兒變心的男人。
“放蕩南瓜”（Slutty Pumpkin）
凯蒂·霍姆斯飾演。2002年的時候，在泰德住的公寓的樓頂上舉辦萬聖節派對，泰德就在派對上認識了這個打扮成南瓜的女生，於是之後就稱呼為“放蕩南瓜”。後來由於泰德失去了“放蕩南瓜”的聯絡方法，於是多年來每逢萬聖節派對的時候，泰德都一直在等“放蕩南瓜”的現身。最終，在第七季的時候，泰德找到了“放蕩南瓜”，卻覺得毫不來電。

## 角色歷程
| 季數                                    | 第一季              | 第二季              | 第三季                    | 第四季                    | 第五季                    | 第六季                    | 第七季                    | 第八季                         |
| 角色                                    | 演員                | 演員                | 演員                      | 演員                      | 演員                      | 演員                      | 演員                      | 演員                           |
| --------------------------------------- | ------------------- | ------------------- | ------------------------- | ------------------------- | ------------------------- | ------------------------- | ------------------------- | ------------------------------ |
| 泰德·莫斯比                             | 喬什·拉德諾         | 喬什·拉德諾         | 喬什·拉德諾               | 喬什·拉德諾               | 喬什·拉德諾               | 喬什·拉德諾               | 喬什·拉德諾               | 喬什·拉德諾                    |
| 馬修·艾利克森                           | 傑森·席格爾         | 傑森·席格爾         | 傑森·席格爾               | 傑森·席格爾               | 傑森·席格爾               | 傑森·席格爾               | 傑森·席格爾               | 傑森·席格爾                    |
| 莉莉·艾爾德林                           | 艾莉森·漢尼根       | 艾莉森·漢尼根       | 艾莉森·漢尼根             | 艾莉森·漢尼根             | 艾莉森·漢尼根             | 艾莉森·漢尼根             | 艾莉森·漢尼根             | 艾莉森·漢尼根                  |
| 羅賓·什貝斯基                           | 科比·斯馬得兒       | 科比·斯馬得兒       | 科比·斯馬得兒             | 科比·斯馬得兒             | 科比·斯馬得兒             | 科比·斯馬得兒             | 科比·斯馬得兒             | 科比·斯馬得兒                  |
| 巴尼·斯廷森                             | 尼爾·帕翠克·哈里斯  | 尼爾·帕翠克·哈里斯  | 尼爾·帕翠克·哈里斯        | 尼爾·帕翠克·哈里斯        | 尼爾·帕翠克·哈里斯        | 尼爾·帕翠克·哈里斯        | 尼爾·帕翠克·哈里斯        | 尼爾·帕翠克·哈里斯             |
| 未來泰德                                | 鮑勃·薩格（配音）   | 鮑勃·薩格（配音）   | 鮑勃·薩格（配音）         | 鮑勃·薩格（配音）         | 鮑勃·薩格（配音）         | 鮑勃·薩格（配音）         | 鮑勃·薩格（配音）         | 鮑勃·薩格（配音）              |
| 季數                                    | 第一季              | 第二季              | 第三季                    | 第四季                    | 第五季                    | 第六季                    | 第七季                    | 第八季                         |
| 角色                                    | 次要角色            | 次要角色            | 次要角色                  | 次要角色                  | 次要角色                  | 次要角色                  | 次要角色                  | 次要角色                       |
| 泰德兒子                                | 大衛·亨利           | 大衛·亨利           | 大衛·亨利（重複片段）     | 大衛·亨利（重複片段）     | 大衛·亨利（重複片段）     | 大衛·亨利（重複片段）     | 大衛·亨利（重複片段）     | 大衛·亨利（重複片段）          |
| 泰德女兒                                | 琳德茜·馮塞卡       | 琳德茜·馮塞卡       | 琳德茜·馮塞卡（重複片段） | 琳德茜·馮塞卡（重複片段） | 琳德茜·馮塞卡（重複片段） | 琳德茜·馮塞卡（重複片段） | 琳德茜·馮塞卡（重複片段） | 琳德茜·馮塞卡（重複片段）      |
| 亞瑟                                    |                     |                     | 鲍勃·奥登科克             |                           | 鲍勃·奥登科克             | 鲍勃·奥登科克             |                           | 鲍勃·奥登科克                  |
| 比爾森                                  | 布莱恩·卡伦         |                     | 布莱恩·卡伦               | 布莱恩·卡伦               |                           |                           |                           |                                |
| 布拉德·莫里斯                           |                     | 乔·曼根尼罗         |                           |                           | 乔·曼根尼罗               |                           |                           | 乔·曼根尼罗                    |
| 卡爾                                    | 乔·涅维斯（         | 乔·涅维斯（         |                           | 乔·涅维斯                 | 乔·涅维斯                 | 乔·涅维斯                 | 乔·涅维斯                 |                                |
| 辛蒂                                    |                     |                     |                           |                           | 瑞秋·比尔森               | 瑞秋·比尔森               |                           | 瑞秋·比尔森                    |
| 唐                                      |                     |                     |                           |                           | 本傑明·科代克             |                           |                           |                                |
| 布劳曼                                  | 塔兰·基拉姆         |                     | 塔兰·基拉姆               | 塔兰·基拉姆               | 塔兰·基拉姆               |                           |                           |                                |
| 詹姆士·斯廷森                           |                     | 韦恩·布雷迪         | 韦恩·布雷迪               |                           |                           | 韦恩·布雷迪               | 韦恩·布雷迪               |                                |
| 朱蒂·艾利克森（Judy Eriksen）           | 蘇齊·普拉克森       |                     |                           |                           | 蘇齊·普拉克森             | 蘇齊·普拉克森             |                           | 蘇齊·普拉克森                  |
| 凱倫                                    |                     | （Mention only）    | （Mention only）          | 劳拉·普莱潘               | 劳拉·普莱潘               | 劳拉·普莱潘               |                           |                                |
| 凱文                                    |                     |                     |                           |                           |                           |                           | 凯尔·潘                   |                                |
| 洛蕾塔·斯廷森                           |                     | 梅根·穆拉利         |                           | 梅根·穆拉利               |                           | 弗兰西丝·康罗伊           | 弗兰西丝·康罗伊           |                                |
| 馬卡斯·艾利克森（Marcus Eriksen）       | Ned Rolsma          | Ned Rolsma          |                           | Ned Rolsma                | Ned Rolsma                | Ned Rolsma                | Ned Rolsma                | Ned Rolsma Gibson Sjobek （y） |
| 馬文·艾利克森二世（Marvin Eriksen Jr.） | Robert Michael Ryan | Robert Michael Ryan |                           | Robert Michael Ryan       | Robert Michael Ryan       | Robert Michael Ryan       | Robert Michael Ryan       | Blake Bertrand （y）           |
| 馬文·艾利克森一世（Marvin Eriksen Sr.） | 比尔·法格巴克       |                     |                           | 比尔·法格巴克             | 比尔·法格巴克             | 比尔·法格巴克             | 比尔·法格巴克             | 比尔·法格巴克                  |
| 米奇·艾爾德林（Mickey Aldrin）          |                     | 克里斯·艾略特       |                           |                           | 克里斯·艾略特             |                           | 克里斯·艾略特             | 克里斯·艾略特                  |
| 諾拉                                    |                     |                     |                           |                           |                           | 娜赞宁·本娅迪             | 娜赞宁·本娅迪             |                                |
| 派翠絲（Patrice）                       |                     |                     |                           |                           |                           |                           | 艾伦·迪娜洛·威廉姆斯      | 艾伦·迪娜洛·威廉姆斯           |
| 奎茵                                    |                     |                     |                           |                           |                           |                           | 贝姬·牛顿                 | 贝姬·牛顿                      |
| 朗吉                                    | 马歇尔·马内什       | 马歇尔·马内什       | 马歇尔·马内什             | 马歇尔·马内什             | 马歇尔·马内什             | 马歇尔·马内什             | 马歇尔·马内什             | 马歇尔·马内什                  |
| 尼克（Nick Podarutti）                  |                     |                     |                           |                           |                           | 迈克·特鲁科               |                           | 迈克·特鲁科                    |
| 桑迪                                    | 阿萊克斯·德尼索夫   |                     |                           |                           |                           | 阿萊克斯·德尼索夫         | 阿萊克斯·德尼索夫         | 阿萊克斯·德尼索夫              |
| “小摩托”                                | 大衛·伯卡           | 大衛·伯卡           |                           | 大衛·伯卡                 | 大衛·伯卡                 | 大衛·伯卡                 |                           | 大衛·伯卡                      |
| 史黛拉                                  |                     |                     | 莎拉·查尔克               | 莎拉·查尔克               |                           |                           |                           |                                |
| 維多利亞                                | 阿什莉·威廉姆斯     |                     |                           |                           |                           |                           | 阿什莉·威廉姆斯           | 阿什莉·威廉姆斯                |
| 溫蒂                                    | 夏琳·阿莫娅         | 夏琳·阿莫娅         | 夏琳·阿莫娅               | 夏琳·阿莫娅               | 夏琳·阿莫娅               | 夏琳·阿莫娅               |                           |                                |
| 維吉娜·莫斯比                           |                     | 克里斯汀·罗斯       |                           |                           | 克里斯汀·罗斯             | 克里斯汀·罗斯             | 克里斯汀·罗斯             |                                |
| 素兒                                    |                     |                     |                           |                           |                           | 詹妮弗·莫里森             |                           |                                |

## 備註
1. ↑  .   [2013-01-11]. （原始内容存档于2011-10-03）.
2. ↑  Stinson, Barney. . Barney Stinson Blog [巴尼·斯廷森博客]. 2013-02  [2019-06-18]. （原始内容存档于2019-06-18） （英语）. About Barney "Barnabus" Stinson…I was born in 1976 and was raised in Staten Island.
3. 1 2  Season 8 cast has not yet been fully released, so only confirmed characters appear in this chart.